# 아실기전이효소

아실기의 구조

아실기전이효소(영어: acyltransferase)는 아실기를 전달하는 반응을 촉매하는 전이효소의 일종이다. 아실트랜스퍼레이스라고도 한다.
예는 다음과 같다.
- 글리세론포스페이트 O-아실기전이효소
- 레시틴-콜레스테롤 아실기전이효소
- 긴사슬 알코올 O-지방-아실기전이효소

## 같이 보기
- 아세틸기전이효소
- 아실화